# Grekan
Grekan là một xã trong quận Elbasan thuộc hạt Elbasan, Albania. Dân số năm 2005 là 4730 người.